# 水田一征
水田 一征（みずた かずゆき）は、日本の建築学者。広島工業大学名誉教授。
奉天生まれ。広島工業大学で長きに渡り、教鞭を執った。ドイツで体得した氏の思想は強固なもので、若い頃から熱心に学生を指導した。水田研究室からは多くの建築関係者を輩出するなど、教育者として高く評価される。

## 経歴
- 1939年満州、奉天生まれ。長崎県佐世保市で育つ。
- 京都大学工学部建築学科卒業
- 京都大学大学院工学研究科建築学専攻修士課程修了
- 卒業後、海外留学。シュトゥットガルト工科大学（ドイツ）
- 海外設計事務所などで実務を経て、広島工業大学教授就任。
  - その間、テレビ新広島のローカルワイドニュース『こんばんは!tss6:30』のメインキャスターを務めた（出典：山陽新聞、1982年9月29日、24ページ、テレビ欄）。
- 2008年 広島工業大学退官。同大名誉教授となる。

## 主な作品
- 鳥取の住宅
- ベルクハイム老人ホーム（ドイツ）

## 水田研出身の著名人
- 河内浩志 - 広島工業大学大学院教授
- 三島久範 - 広島工業大学非常勤講師